# Ramerio Pérez
Ramerio Pérez (17 de junio de 1929, Conhello, La Pampa,  secuestrado desaparecido el 10 de octubre de 1977, Villa Celina, La Matanza) militante del Peronismo de Base,  de la Juventud Peronista y el Movimiento Revolucionario 17 de Octubre secuestrado desaparecido por la última dictadura cívico militar argentina

## Breve reseña
Se casó con Felisa Nilda Sotelo y tuvieron tres hijos: Eduardo Alfredo, Jorge Luis y Fernando Adrián. Actuó en el sindicato gráfico junto a Raimundo Ongaro, que fue líder de Peronismo de Base. 

## Secuestro y desaparición
Amenazado ya desde la represión ilegal durante el gobierno de Isabel Perón, Ramerio y su hijo Eduardo Alfredo fueron secuestrados el 10 de octubre de 1977 de su casa de Villa Celina, en el Partido de La Matanza. por un grupo de tareas comandado por el 'Turco Julián'. Ambos fueron llevados al centro clandestino de detención "El Atlético", en Buenos Aires, dirigido por la Policía Federal. Sus casos estuvieron incluidos en el juicio del circuito ABO (El Atlético, El Banco y El Olimpo) por el que fueron condenados 17 represores. En 1980 murió otro hermano, Jorge, que entonces tenía 20 años en una muerte que Fernando vincula con la represión ilegal y el destino de los otros dos familiares.

## Homenaje
Las historias de Ramerio y Eduardo Pérez fueron incorporadas en 2011 a la lista de 51 víctimas pampeanas del terrorismo de Estado entre 1972 y 1983, por lo que sus nombres fueron incluidos en un monumento en la Laguna Don Tomás.